# Funció derivable

Funció derivable

En càlcul infinitesimal es diu que una funció real és derivable en a quan el límit
{\displaystyle f'(a)=\lim _{h\to 0}{f(a+h)-f(a) \over h}}
existeix i és finit. Si la funció és derivable en tot el seu domini de definició, llavors direm que la funció és derivable. Denotarem amb {\displaystyle f'(x)} a la funció derivada.